# Isola Razdel'nyj
L'isola Razdel'nyj (in russo остров Раздельный, ostrov Razdel'nyj; in italiano "separata") è un'isola russa che fa parte dell'arcipelago di Severnaja Zemlja ed è bagnata dal mare di Laptev.
Amministrativamente fa parte del Tajmyrskij rajon del Territorio di Krasnojarsk, nel Distretto Federale Siberiano.

## Geografia
L'isola si trova nella parte settentrionale dell'arcipelago, a 1,65 km dalla costa est di Komsomolets, in mezzo a un gruppo di isolette senza nome e banchi di sabbia. Razdel'nyj ha una forma irregolare con baie e promontori, è lunga circa 1,8 km e larga 820 m, la sua altezza massima è di 4 m; nella parte occidentale c'è un piccolo lago.

## Storia
L'isola fu scoperta nel 1930-31 dalla spedizione sovietica di Georgij Alekseevič Ušakov e Nikolaj Nikolaevič Urvancev che la scambiarono per una penisola di Komsomolets. Il punto più orientale fu denominato capo Unšliht, in onore del leader politico sovietico Iosif Stanislavovič Unšliht (1879-1938). Successivamente il capo è stato ribattezzato Rosa Luxemburg (мыс Розы Люксембург), nome usato ancora oggi. Opere cartografiche più recenti hanno dimostrato che Razdel'nyj non era una penisola di Komsomolets ma un'isola.

## Isole adiacenti
- Isola Lopastnoj (остров Раздельный), 500 m a nord.
- Isola Ozërnyj (остров Озёрный), 2,5 km a sud-ovest.
- Isola Glinistyj (остров Глинистый), a sud-ovest.